# GS集团
GS集团的总部位于韩国首尔，為财富世界500强之一的企业，是韩国十大财阀之一。
GS集团于2005年从LG集团分离后形成，並与雪佛龙合资的GS Caltex是韩国第二大炼油企业。